# Coenosia brunneipennis
Coenosia brunneipennis este o specie de muște din genul Coenosia, familia Muscidae. A fost descrisă pentru prima dată de Cui, Xue și Liu în anul 1995.
Este endemică în Guangdong. Conform Catalogue of Life specia Coenosia brunneipennis nu are subspecii cunoscute.